# Ораховац
Ораховац или Ореховец (на албански: Rahovec или Rahoveci; на сръбски: Ораховац) е град в Косово, административен център на община Ораховац, Призренски окръг. Населението на града през 1991 година е 18 296 души.

## Население
Според български статистики към 1917 г. град Орѣховецъ е обитаван от 3607 жители.
| Година | Население |
| ------ | --------- |
| 1948   | 5600      |
| 1953   | 6411      |
| 1961   | 7373      |
| 1971   | 10 080    |
| 1981   | 13 134    |
| 1991   | 18 296    |

## Личности
Родени в Ораховац
- Йован Гъркович Гапон (? – 1912), войвода на Сръбската въоръжена пропаганда в Македония